# Benjamin C. Bradlee
Benjamin Crowninshield Bradlee Jr. (Manchester, 7 agosto 1948) è un giornalista statunitense. È stato reporter e redattore del Boston Globe per 25 anni, incluso un periodo in cui ha supervisionato l'inchiesta vincitrice del Premio Pulitzer sugli abusi sessuali da parte di sacerdoti nell'arcidiocesi di Boston, ed è autore di una biografia completa di Ted Williams.

## Biografia
Bradlee è nato a Manchester, nel New Hampshire, da Ben Bradlee, editore del Washington Post, e dalla sua prima moglie Jean Saltonstall. I suoi genitori, entrambi provenienti da famiglie braminiche di Boston, divorziarono quando aveva sette anni.
Dopo aver trascorso cinque anni a Parigi, dai due ai sette anni mentre suo padre lavorava per Newsweek, Bradlee è cresciuto a Cambridge, nel Massachusetts. 
Si è laureato al Colby College e ha prestato servizio nei Peace Corps in Afghanistan dal 1970 al 1972.
Bradlee ha lavorato per diversi anni presso The Press-Enterprise di Riverside, in California, ma ha trascorso la maggior parte della sua carriera al Boston Globe, per il quale è stato reporter della State House, reporter investigativo, corrispondente nazionale, redattore politico e redattore metropolitano. 
Nel 1993 è stato promosso Assistant Managing Editor responsabile delle inchieste e dei progetti. In questo ruolo, ha curato il reportage del Boston Globe sullo scandalo degli abusi sessuali dell'arcidiocesi di Boston, un'indagine scrupolosa iniziata nel 2001 e proseguita per due anni.
Tale inchiesta è stata insignita del Premio Pulitzer 2003.

## Vita privata
Bradlee è stato sposato tre volte: con la giornalista televisiva Martha Raddatz, con Janice Saragoni e con Cynthia Hickman. Ha tre figli.

## Opere
- (EN) The Forgotten: How the People of One Pennsylvania County Elected Donald Trump and Changed America, Little, Brown and Company, 2018, ISBN 9780316515733.
- (EN) The Kid: The Immortal Life of Ted Williams, Little, Brown and Company, 2013, ISBN 9780316614351.
- (EN) The Investigative Staff of The Boston Globe (a cura di), Betrayal: The Crisis in the Catholic Church, Little, Brown and Company, 2002, ISBN 9780316075589.
- (EN) Guts and Glory: The Rise and Fall of Oliver North, 1988, ISBN 978-1-556-11053-5.
- (EN) Prophet of Blood: The Untold Story of Ervil Lebaron and the Lambs of God, Putnam Publishing Group, 1981, ISBN 978-0-399-12371-9.
- (EN) The Ambush Murders: The True Account of the Killing of Two California Policemen, 1979, ISBN 9780396076247.